# ExPRESS Logistics Carrier

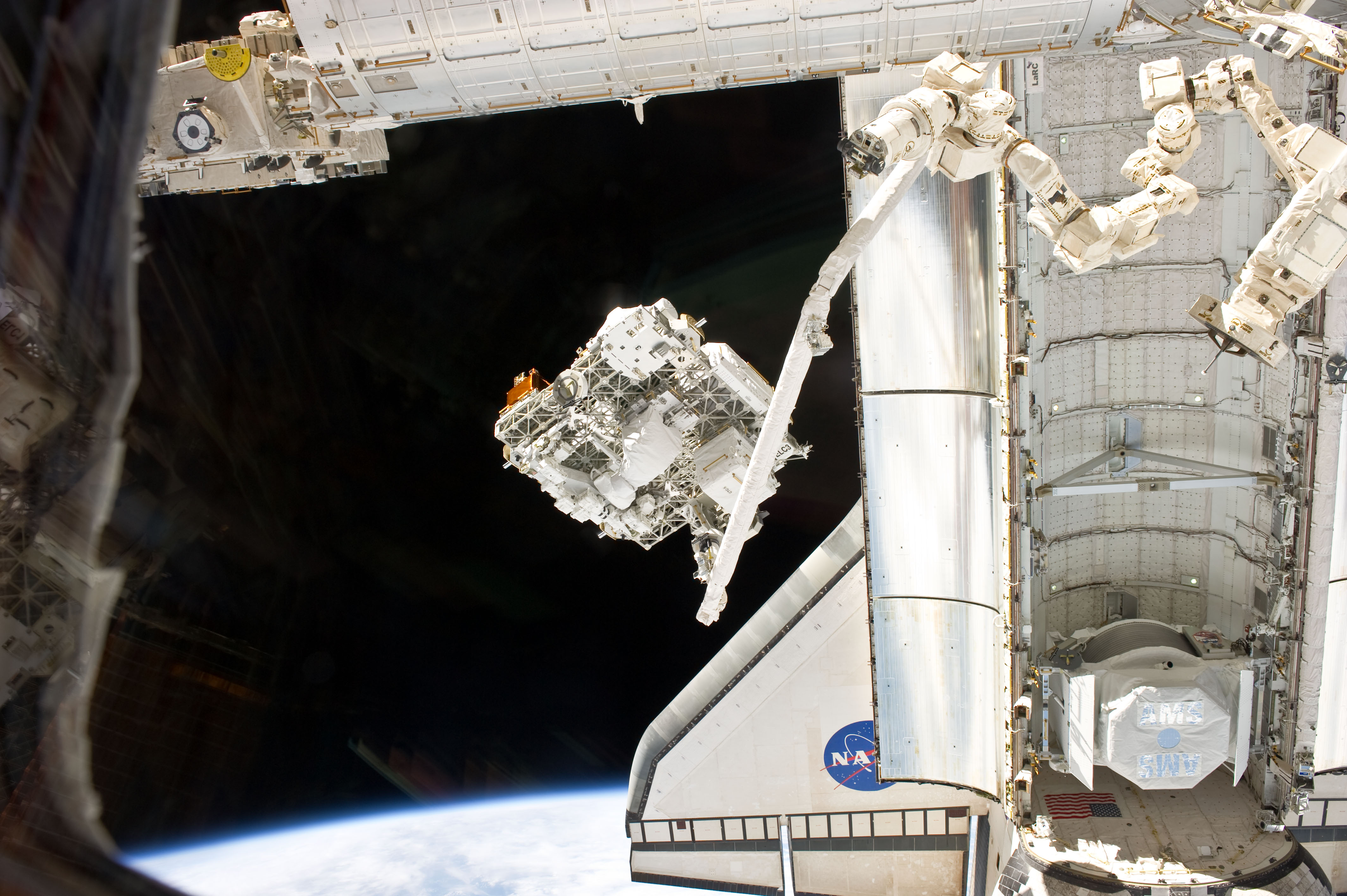
Az ELC-3 platform kiemelése az Endeavour űrrepülőgép rakteréből

Az ExPRESS Logistics Carrier (ELC) a világűrbe kihelyezett kísérleti eszközök fogadására és tartalékalkatrészek tárolására egyaránt alkalmas platform, amelyet a Nemzetközi Űrállomás rácsszerkezetéhez kapcsolnak. A ELC-t a NASA Goddard Űrközpontja kezdte el kifejleszteni ExPRESS Pallet (magyarul: paletta) néven. A fejlesztésben és az építésben partnerként a Brazil Űrügynökség is részt vállalt. 
A Columbia űrrepülőgép 2003-as katasztrófája után nyilvánvalóvá vált, hogy az űrállomásnak az elkészülte után az űrrepülő járatok ritkulása és későbbi megszűnése miatt nagyobb külső tárolókapacitásra van szüksége. Az eddigi Express Pallet platformot átalakították. A rácsszerkezethez csatlakozó pont áthelyezésével a paletta mindkét oldalán fogadóhelyeket lehetett kialakítani, így azok száma hatról tizenkettőre emelkedett. Ezután nevezték át ExPRESS Logistics Carrier-re (magyarul: logisztikai hordozóegység). Maximális tömege 4445 kg lehet, maximum 30 köbméter térfogattal. A platform alapja egy alumínium rácsszerkezet.
A platform saját, speciálisan erre a célra kialakított csatlakozón keresztül kapcsolódik az űrállomás S3 vagy P3 rácselemeihez. Az űrállomás 120 V (két darab 3 kW-os vezetéken) egyenáramú elektromos áramot és maximum 95 Mbit/s sebességű adatátviteli rendszert biztosít a platformnak. A platformon kialakított szabványos fogadóhelyek és az űrállomás rendszerei közötti adatátvitel vezérlésére a platform saját fedélzeti számítógéppel rendelkezik. 
Az űrállomásra öt ELC platformot terveztek. Miután az orosz fél 2007-ben szerződésben vállalta az amerikai finanszírozású DCM (Docking Cargo Module)  megépítését, az ötödik ELC platformot törölték. A DCM modult később átnevezték Mini Research Module-1-re.
Az első két platformot (ELC–1, ELC–2) az STS–129 küldetésen 2009 novemberében szerelték fel az űrállomás rácsszerkezetére. Az ELC-3 platformot az STS–134 küldetésen 2010 közepén, az ELC-4 platformot az STS–133 küldetésen 2010 végén  kapcsolták az űrállomáshoz.

## Külső hivatkozások
- NASA Expedite the Processing of Experiments to the Space Station (EXPRESS) Logistics Carrier (ELC)